# Maria Wachendorf
Maria Wachendorf (18. Dezember 1913 in Düsseldorf; † 30. April 1998 in Aachen)  war eine deutsche Kindergärtnerin, Hortnerin, Jugendleiterin und  Wegbereiterin der Montessori-Pädagogik in Deutschland nach 1945.

## Leben und Wirken
Gertrud Maria Helene war das fünfte von sechs Kindern des Groß- und Einzelhandelskaufmanns Wilhelm Hubert Wachendorf und dessen Ehefrau Maria Gertrud, geb. Heiliger. Als sie drei Jahre fiel das Familienoberhaupt in Nordfrankreich. Die verwitwete Mutter achtete sehr auf eine „gute katholische Erziehung und Bildung“ ihrer Kinder. Mit 17 Jahren schloss Maria Wachendorf erfolgreich das Aachener „Lyzeum St. Leonhard“ ab und absolvierte anschließend bis 1936 am „Fröbelseminar“ in Aachen, das unter der Leitung von Helene Helming stand, die Ausbildungen zur Kindergärtnerin, Hortnerin und Jugendleiterin. Ab 1938 war sie als „Fachberaterin“ beim „Zentralverband Katholischer Kinderhorte und Kleinkinderanstalten Deutschlands e.V.“ (heute: „Verband Kath. Tageseinrichtungen für Kinder [KTK] - Bundesverband e.V.“) tätig. Während der Nazi-Diktatur setzte sie sich in ihrer Funktion als Fachberaterin für die Vertiefung und Verfestigung „katholischen Denkens und Lebens“ im Kindergarten ein:
„All unser Sprechen, Singen und Bilderbetrachten muss ungezwungen und familienhaft sein, damit die Kinder aus Freude an der Sache gern freiwillig mitmachen. Wir können da soviel von der gesunden Familie lernen, aber auch wir müssen der Familie wieder Wege zeigen, wie man die Kinder einführt in katholisches Denken und Leben. Engel- und Heiligenverehrung ist nur ein kleiner Ausschnitt daraus. Aber sie ist unendlich wichtig wie jedes religiöse Tun. Die Engel- und Heiligenverehrung muss lebendig eingebaut sein in das übrige religiöse Leben und an dem ihr gebührenden Platz stehen. Die Engel sind Gottes mächtige Gesandte, die uns schützen sollen, vor allem vor den Gefahren, die den Seelen drohen. Die Heiligen sind unsere Fürbitter bei Gott, weil sie Gottes Freude sind. Gott aber ist es, der uns seine Gnade verleiht“ (Wachendorf 1939, S. 120).
Die Pädagogin ist aber auch ein Beispiel für die damaligen Anpassungstendenzen katholischer Einrichtungen an die „völkische Erziehung“. Beispielsweise schlug sie folgendes Gebet für „nationale Feste“ vor:
Sind wir auch noch kleine Deutsche,
aber Deutsche sind wir doch,
können wir auch noch nicht streiten,
lieben tun wir Deutschland doch.
Deutsche Kinder müssen beten:
Herr Gott, schütze unser Heer!
Sei Du mit ihm auf dem Lande,
in der Luft und auf dem Meer!
Lieber Gott im Himmel droben,
segne unser deutsches Land.
Jeder Deutsche soll Dich loben,
schützen soll uns Deine Hand. (Wachendorf 1939, S. 38).
Nach 1945 setzte sich Maria Wachendorf für die Etablierung der Montessori-Pädagogik in den katholischen Kindergärten ein. Sie gehörte zu den Initiatoren der 1954 gegründeten „Katholischen Arbeitsgemeinschaft für Montessori-Pädagogik“ (heute: „Montessori-Vereinigung e. V.“, Sitz Aachen). Auch war sie rege publizistisch für die Montessori-Pädagogik tätig. Außerdem hielt sie fast bis zu ihrem Lebensende Referate und Fortbildungen zur Kindergartenpädagogik.

## Werke (Auswahl)
- Sprüche und Lieder zu nationalen Feiern, in: Kinderheim 1939/H. 2, S. 36–41
- Zur Verehrung der Engel und Heiligen in Kindergarten, Hort und Heim, in: Kinderheim 1939/H. 5, S. 115–120
- Auch wir Kinder helfen sparen. Erziehung zur Sparsamkeit und Materialverwertung in Kindergarten und Hort, in: Kinderheim 1940/H. 1, S. 17–19
- Der allgemeine deutsche Kindergarten. Zum 18. Juni 1940, in: Kinderheim 1940/H. 1, S. 21–26
- Die Aufgaben der Kindergärtnerin beim kindlichen Spiel, in: Kinderheim 1947/H. 1, S. 16–19
- Bindung oder Freiheit. Gedanken zu einer Arbeitsgemeinschaft, in: Kinderheim 1948/H. 2., S. 68–70
- Die Mutter führt ihr Kind zur Maria, in: Kinderhreim1948/H. 5, S. 127–135
- Bitten und Danken – Kinder des himmlischen Vaters, in: Kinderheim 1948/H. 4, S. 173–174
- Fröbeljahr 1952, in: Kinderheim 1952/H. 1, S. 6–12
- Die Pflege der tätigen Beziehung zur Natur, in: Kinderheim 1962/H. 2, S. 88–92
- Der religionspädagogische Auftrag der Kindergärtnerin. Ein Handbuch für die religionspädagogische Arbeit der Kindergärtnerin. Mit Vorschlag eines Lehrplanes für Fachschulen, Düsseldorf 1963
- Zum 70. Geburtstag von Luise Raskin, in: Montessori-Werkbrief 1979, S. 30